# Peter Dragicevic
Peter Ernesto Dragicevic Cariola (Santiago, Chile, 25 de mayo de 1949) es un empresario chileno. Fue presidente del Club Social y Deportivo Colo-Colo en los periodos 1985-1991 y 1995-2002.

## Biografía
Es hijo del descendiente croata Pedro Dragicevic Damianovic y la chilena Mérida Cariola del Campo.
Pasó sus primeros años en la capital chilena. En 1966 su familia se trasladó a México, donde cursó sus estudios de ingeniería comercial.
En 1972 regresó a Chile, donde realizó su carrera empresarial en diversas organizaciones, como Shell e Ideal, entre otras.
A mediados de la década de 1980 integró el directorio del actual Estadio Croata, que amplió y mejoró el recinto deportivo. Este hecho le permitió ser reconocido dentro de la colonia y llamar la atención de algunos dirigentes vinculados a Colo-Colo.[cita requerida] Tras dos períodos como presidente de Colo-Colo (1985-1991 y 1995-2002), volvió a sus negocios. En la actualidad, dedica sus esfuerzos al rubro automotor, inmobiliario y a la habilitación de hogares de ancianos.

## Colo-Colo
Formó parte de las divisiones inferiores del club en la década de 1960. Ha sido hincha de Colo-Colo desde niño y es pariente lejano de Carlos Cariola,[cita requerida] expresidente del club en 1929 y en 1930.
En 1985 fue invitado a conformar un directorio de unidad del club en su papel de empresario y socio. Debido a los problemas económicos de la institución, Dragicevic propuso fórmulas para poder resolverlos, lo que fue bien recibido por el directorio, que lo nombró presidente. A partir de 1986, comenzó una campaña para incentivar la base social del club, en gran medida con la ayuda del secretario Jorge Vergara Núñez y, posteriormente, del vicepresidente Eduardo Menichetti.
En 1987 se inició la transformación estructural del club mediante el proceso de reapertura del Estadio Monumental, que se encontraba sin terminar y se había intentado poner en funcionamiento en 1975. El estadio fue finalmente reinaugurado bajo su mandato el 30 de septiembre de 1989. Por razones personales, dejó el cargo de presidente en 1991, cuando fue sucedido por Eduardo Menichetti. Durante su cargo, el club fue campeón de la Primera División en 1986, 1989 y 1990 y obtuvo la Copa Chile en 1988, 1989 y 1990.
En 1994, tras vencer en reñidas elecciones a su excolaborador Eduardo Menichetti, fue elegido nuevamente presidente del club. Su segunda gestión se caracterizó por una fuerte inversión en el plantel, lo que posibilitó que Colo-Colo obtuviera los títulos de Primera División en 1996, 1997-C y 1998, y la Copa Chile 1996. Sin embargo, y pese a sus buenas actuaciones, no pudo obtener la Copa Libertadores, donde fue semifinalista en 1997.
Las sucesivas inversiones en el plantel y la creciente deuda arrastraron a Colo-Colo a una severa crisis económica a partir de 1999, lo que llevó a su proceso de quiebra en 2002. Dragicevic fue acusado de ser el principal responsable de esta situación, e incluso fue procesado por la justicia a raíz de un perjuicio fiscal de 235 488 677 pesos. Sin embargo, fue crítico del proceso judicial, argumentando que se trataría de una «quiebra artificial», acusando un proceso en contra de Colo-Colo para propiciar la llegada de las SADP. Luego de este proceso, se alejó del club para dedicarse a sus negocios personales.

## Logros
- 1987-1989: Reinauguración del Estadio Monumental el 30 de septiembre de 1989.
- 1986: Campeón Primera División de Chile
- 1988: Campeón Copa Chile
- 1989: Campeón Copa Chile
- 1989: Campeón Primera División de Chile
- 1990: Campeón Copa Chile
- 1990: Campeón Primera División de Chile
- 1996: Campeón Copa Chile
- 1996: Campeón Primera División de Chile
- 1997: Campeón Torneo de Clausura
- 1998: Campeón Primera División de Chile